# Rommerskirchen
Rommerskirchen est une municipalité en Rhénanie-du-Nord-Westphalie, en Allemagne.

## Lieux et monuments
Rommerskirchen possède de riches héritages historiques, y compris de nombreux vestiges de la Villae Rusticae romaine, et ceux de plusieurs établissements des Francs. Le centre de la ville contient encore plusieurs églises romaines et médiévales. Il existe de nombreux bâtiments datant de même avant l'époque moderne, ainsi que ceux de l'époque de l'occupation napoléonienne. Beaucoup de ces sites sont actuellement fermés et sont en cours de restauration.

## Infrastructure
Rommerskirchen est l'emplacement d'un grand-poste de 380kV de la RWE. La première ligne de 380kV en Allemagne a été mise en service le 5 octobre 1957. Elle a commencé entre le transformateur et les stations de Rommerskirchen Hoheneck-Ludwigsburg.

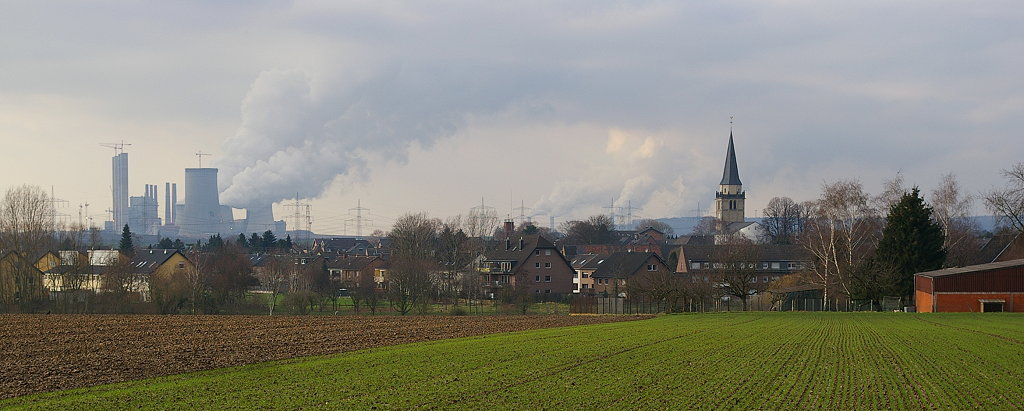
Vue de Rommerskirchen.

### Districts
| - Anstel (de) - Butzheim (de) - Deelen - Eckum (de) - Evinghoven (de) - Frixheim (de) - Gill - Hoeningen - Ikoven (de) | - Nettesheim - Oekoven - Ramrath (de) - Sinsteden (de) - Ueckinghoven - Vanikum (de) - Villau (de) - Widdeshoven (de) |

## Personnalités liées à la ville
- Norbert Prangenberg (1949-2012), peintre né à Nettesheim.
- Horst Lichter (1962-), cuisinier né à Nettesheim.